# 女装山脈
『女装山脈』（じょそうさんみゃく、英: Tomgirls of the Mountains）は2011年6月17日に脳内彼女より発売されたアダルトゲームである。
本作は男の娘をテーマとしており、作中に本物の女性が登場しないことが特徴である。

## あらすじ
ある山中の村は、数百年前に疫病によって若い男を失ったため、疫病神が若者の魂を奪わぬよう、女装、ひいては男と女装した男との結婚の慣習が根付いていた。
主人公・度会 行人は、傷心旅行のために山へ入ったところ遭難してしまい、その村に来た。
村の少女たちは、初めて目にする外界の男に興味を得、積極的に近づき、村人たちもまた、行人を神の御使いだと思い込み、手厚く迎える。
道の復旧には一ヶ月はかかることから、行人は村人たちからここに住んだらどうかと勧められる。
過去の出来事から女性不信となっていた行人は、村の少女たちとは積極的にふれあうことが出来たため立ち直りかけていた。その矢先、ある出来事を機に少女たちが男だということに気づいてしまう。

## 登場人物

### 主人公
度会 行人（わたらい いくと）
本作の主人公である男。
女性に酷い目に遭わされた事が原因で女性不信に陥っている。それによる心の傷を癒すため、人気の無い山に行くが遭難してしまい、本編の舞台となる村に辿りつく。

### 男の娘達
日枝田 史緒（ひえだ ふみお）
声 - 小倉結衣
巫女服を着用する男の娘の少年。心優しいが怒ると怖く、神社や慣習を守らぬ者に対しては般若の面を被って脅す。
曲林 静樹（くるばやし しずき）
声 - 鈴宮まい
一人称は「僕」である少年。何事も楽しくをモットーにするなど、明るい性格をしているが、天涯孤独の身でもある。
古屋敷 由良（こやしき ゆら）
声 - 民安ともえ
史緒の親戚の少年で、両親が多忙であるため、史緒の家に預けられることが多い。本人は女装に対しては消極的であるものの、慣習を抜け出せずにいる。また、村人から子作りを勧められているため、行人を追い出したいとも考えている。

## スタッフ
- シナリオ - 西田一、芳井一
- 原画 - あおぎりぺんた
- ディレクター - 西田一
- 音楽 - 磯村カイ（TONAKAI sound works）
- 色彩、美術設計 監修 - ryouzou
- 背景美術 - スカ3、青色、株式会社キューンプラント
- システムグラフィック - 白金リオ
- グラフィック - ryouzou、ねむ、白金リオ、蒼ペンギン丸、遊月ことな
- 彩色進行 - ryouzou
- special thanks - ぶぶづけ、ある、煉華、エアラ、エクサバイト精志、奏月
- プロモーションムービー - Studio KPC
- 制作 - 脳内彼女

## 開発
本作のコンセプトは「男と男じゃ無理だけど、男とオトコの娘はHできます！ これ常識！」。原画担当のあおぎりぺんたは「男の娘」専門誌『おと☆娘』のインタビューにおいて、『絶対★妹原理主義!!』の制作当時から、本作のようなものを出すべきだと思っていたと述べている。ディレクターの西田一にも「今やっておかないと時流に乗り遅れる」という危機感があったという。『原理主義』で一定の成功を収めた脳内彼女は、次のタイトルをフルプライス規模で制作することを予定していた。西田は本作のアイデアを通すため、企画をギリギリまで出さないという「待ちの作戦」に入った。社内の上司がしびれを切らし「そんなに企画が出ないなら、女装をハーフプライスでやるか？」と折れたため、実現に至ったものであるという。発表後、同業他社からは「女装オンリー!? 潰れる気ですか！」などと言われたとしている。
西田は、本作を含む一連の女装作品において、男の娘を架空の存在として描いていると説明している。本作では最終的にヒロインたちは女性でないにもかかわらず妊娠することになる。これは、西田によれば、男の娘の魅力を描ききるために、現実で生じる様々な制約を排除する必要があり、「男の娘」を男でも女でもない第三の性別として位置付けた結果であるという。西田は、ユーザーに男の娘の魅力を堪能してもらうため、常識の通用しない山奥の寒村を舞台とした。キャッチコピーは「トンネルを抜けると、そこは女装の村だった！」である。しかし、ジャンルとしては川端（雪国）よりは谷崎に近いとし、テキストは耽美主義的で粘着質であるとしている。西田らは最低限の生産数を見越しており、制作費を切り詰めていた。シナリオを短くまとめるのに苦心したが、しかし、エッチシーンは不満が残らないように厳選したと説明している。
あおぎりは「今自分が一番描きやすいと思う絵柄で描かせて！」と直訴した。グラフィッカー出身のあおぎりは、このころにはようやく絵柄が固まりつつあったが、作品毎に方針があり、それらの制約のもとで描いてこざるをえなかったという不満を持っていた。CGは『原理主義』であおぎりと組んでいたryouzouが担当した。西田は民安に「いつか女装オールでゲームを作るので出て下さい」と以前から依頼していた。「民安さんが演じるなら由良だな」と、民安の起用は当初から念頭にあったと語っている。

## 反響
漫画家の魔北葵は、本作の宣伝材料を見ただけで「来る」と感じたと語っている。同人ゲームサークル・moarea88がgetchu.comに寄せた記事によると、本作はその内容から注目を集め、プレイヤーたちは『女装山脈』に挑む者という意味で「アルピニスト」と呼ばれた。『オトコノコ時代』の西田へのインタビューによると、アルピニストたちの口コミによる宣伝効果が大きく、助けられたという。本作は一時品薄状態となった。西田は、発売後には、他社のスタッフから男の娘ゲームの企画が出しやすくなったと言われたという。あおぎりは、本作においてようやく自分の絵柄が評価され、感無量であったと述べ、絵が評価されたことはグラフィックの貢献が大きかったとしている。
また、本作は2011年度萌えゲーアワード 話題賞の金賞を受賞した。当時審査員を務めていたPCpressの編集長・津田清和は、本作がヒットした理由について、男の娘ブームが来る前からブランドが同様のジャンルのゲームを売り続けていたことと、原画家に女装少年を得意とするあおぎりぺんたを起用したことを挙げている。
『超エロゲー ハードコア』の共同執筆者の一人である箭本進一は、本作を「ファンタジーとして『男の娘』を取り上げた作品」と称し、この要素が純粋さの根拠となっていると述べている。

## コミカライズ
『おと☆娘』で原案：西田一、作画：あおぎりぺんたの漫画が連載されていた。